# Túnel de Guoliang

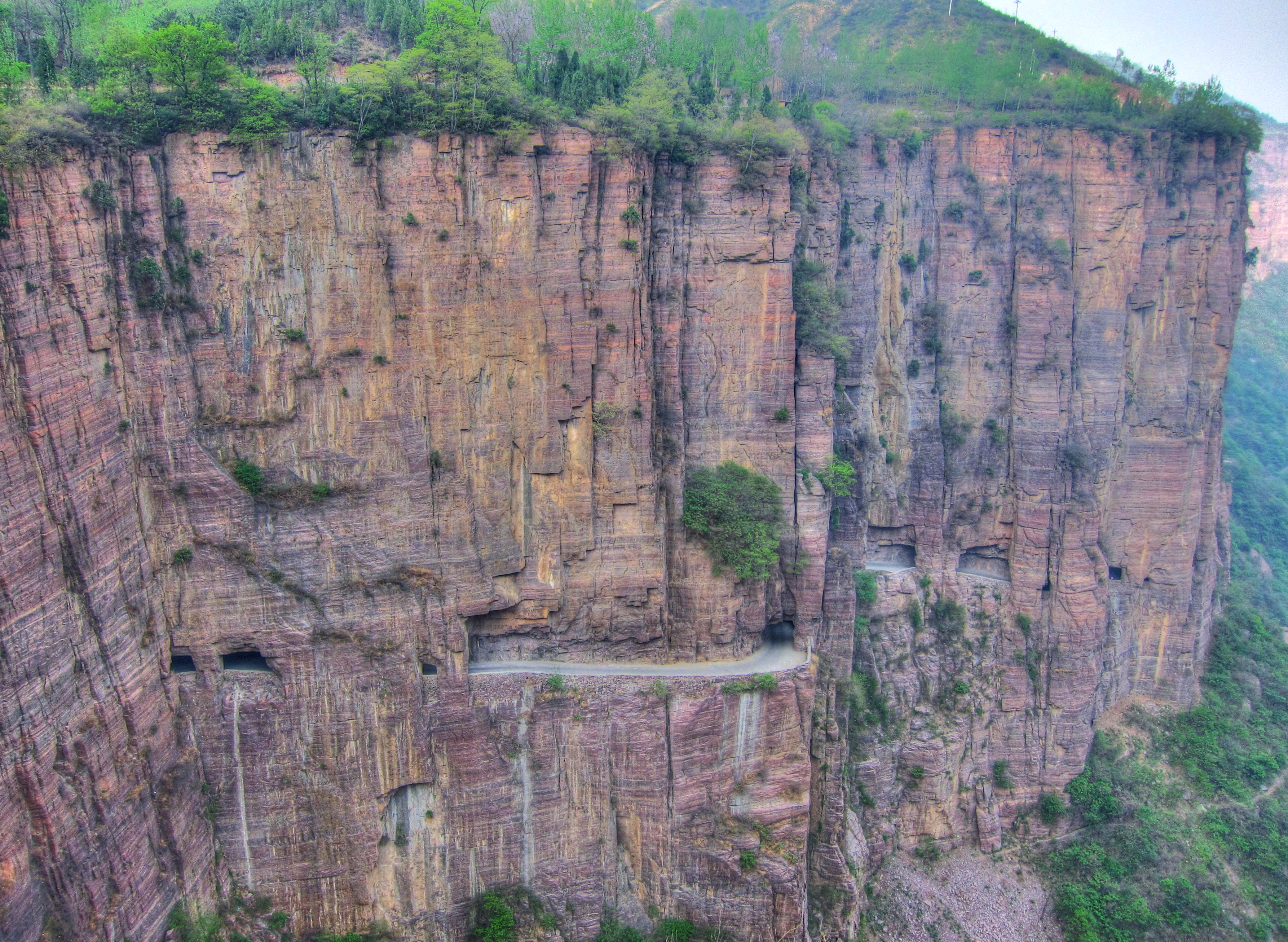
Túnel de Guoliang

O Túnel de Guoliang é um grande túnel que segue na margem de uma montanha da República Popular da China.
O túnel é localizado nas montanhas Taihang, na província de Henan, na China.
O túnel teve sua construção iniciada em 1972 por um grupo de treze aldeões liderado por Shen Mingxin, e foi aberto ao público em 1 de maio de 1977.